# 손무 (배우)
손무(孫珷, 1981년 8월 6일 ~ )는 대한민국의 배우이다.

## 이력
신장은 172cm이고 체중은 55kg인 그는 1992년 소년중앙 잡지 모델 첫 데뷔하였고 1993년 KBS 한국방송공사 드라마 《청춘극장》의 단역으로 아역 연기자 데뷔하였으며 이어 같은 1993년 MBC 문화방송 드라마 《사춘기》에 첫 단역 출연하였고 이듬해 1995년 EBS 한국교육방송공사 방영한 청소년 드라마 《언제나 푸른 마음》에 출연하면서부터 일약 알려졌으며 이후 1995년 SBS 서울방송 드라마 《아스팔트 사나이》와 1996년 EBS 한국교육방송공사 드라마 《감성세대》에도 출연하였고 이어 같은 해 1996년 영화 《드래곤 투카》의 조연으로 영화배우 데뷔하였다.

## 출연작

### 연극
- 2001년 《두만강아 잘 있거라》

### 영화
- 1996년 《드래곤 투카》

### TV 드라마
- 1993년 KBS 한국방송공사 대하드라마 《청춘극장》
- 1993년 MBC 문화방송 청소년드라마 《사춘기》
- 1995년 EBS 한국교육방송공사 청소년드라마 《언제나 푸른 마음》
- 1995년 SBS 서울방송 드라마 《아스팔트 사나이》
- 1995년 SBS 서울방송 시트콤 《LA아리랑》
- 1996년 EBS 한국교육방송공사 청소년드라마 《감성세대》
- 1997년 SBS 서울방송 드라마 《달팽이》
- 1998년 MBC 문화방송 드라마 《육남매》
- 1998년 MBC 문화방송 시트콤 《남자 셋 여자 셋》
- 1999년 SBS 서울방송 시트콤 《행진》
- 1999년 MBC 문화방송 드라마 《왕초》
- 2000년 SBS 서울방송 드라마 《덕이》
- 2000년 MBC 문화방송 드라마 《이브의 모든 것》
- 2000년 KBS 한국방송공사 드라마 《태양은 가득히》
- 2000년 SBS 서울방송 시트콤 《골뱅이》
- 2017년 MBC 문화방송 드라마 《별별 며느리》

### 라디오 프로그램
- 2015년 EBS FM 《EBS 책 읽는 라디오 낭독 시리즈》